# Brunhuvad barbett
Brunhuvad barbett (Psilopogon zeylanicus) är en fågel i familjen asiatiska barbetter inom ordningen hackspettartade fåglar som förekommer på Indiska subkontinenten.

## Utseende och läte
Brunhuvad barbett är en 27 cm lång grön och brun fågel. Den har fint streckat brunt huvud och bröst, brun strupe och orange bar hud kring ögat och näbb (blekare utanför häckningstid). Vingtäckarna är vitfläckiga. Till skillnad från liknande streckad barbett saknas streckning på flanker och buk nästan helt. Lätet är ett monotont "kutroo kutroo kutroo..." eller "kutruk kutruk kutruk...".

## Utbredning och systematik
Brunhuvad barbett delas in i tre underarter med följande utbredning:
- Psilopogon zeylanicus inornata – förekommer i västra delen av centrala och sydvästra Indien (Maharashtra, Goa och Karnataka)
- Psilopogon zeylanicus caniceps – förekommer i sydvästra Nepal och norra Indien
- Psilopogon zeylanicus zeylanica – förekommer i södra Indien (Kerala och södra Tamil Nadu) och Sri Lanka

Brunhuvad barbett tros vara nära släkt med streckad barbett och har tidigare behandlats som samma art. Ingen hybridisering har dock påvisats där arternas utbredningsområde överlappar i norra Indien och sydvästra Nepal.

### Släktestillhörighet
Arten placerades tidigare liksom de allra flesta asiatiska barbetter i släktet Megalaima, men DNA-studier visar att eldtofsbarbetten (Psilopogon pyrolophus) är en del av Megalaima. Eftersom Psilopogon har prioritet före Megalaima, det vill säga namngavs före, inkluderas numera det senare släktet i det förra.

## Levnadssätt
Brunhuvad barbett påträffas i skogsområden och i träd nära bebyggelse. Den lever av frukt, framför allt fikon, samt bär (bland annat kaffe) men även tomater och odlade grönsaker. Fågeln häckar mellan februari och oktober i ett bohål som båda könen hjälps åt med att hacka ur.

## Status och hot
Arten har ett stort utbredningsområde, men tros minska i antal, dock inte tillräckligt kraftigt för att den ska betraktas som hotad. Internationella naturvårdsunionen IUCN listar arten som livskraftig (LC). Världspopulationen har inte uppskattats men den beskrivs som lokalt vanlig till ganska vanlig.

## Bilder

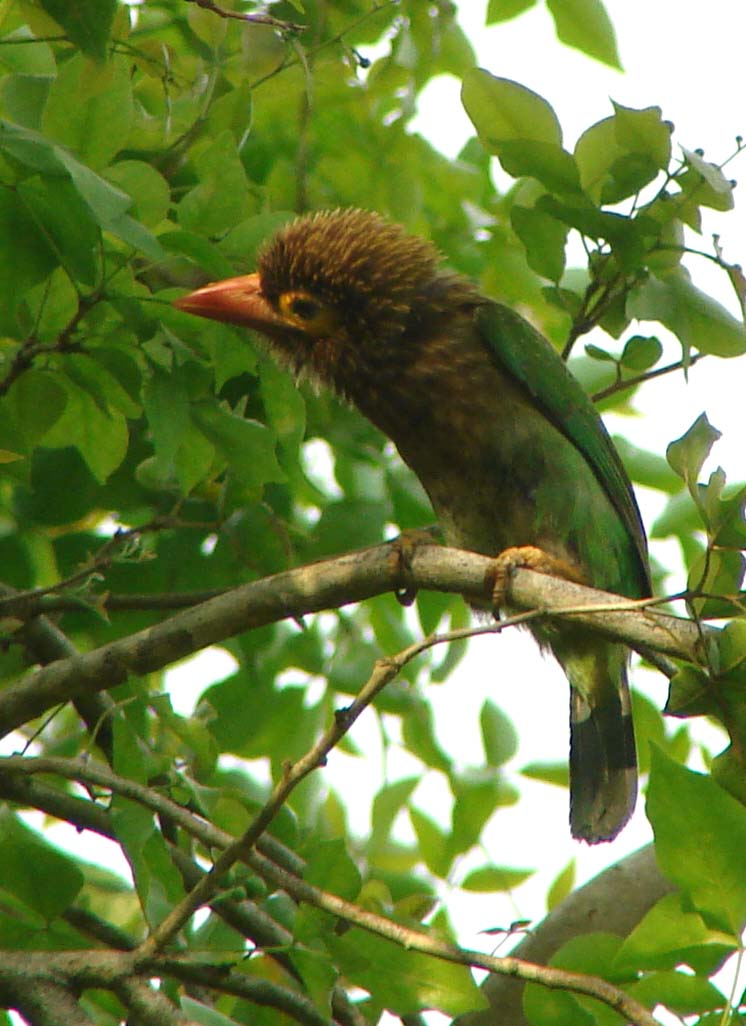
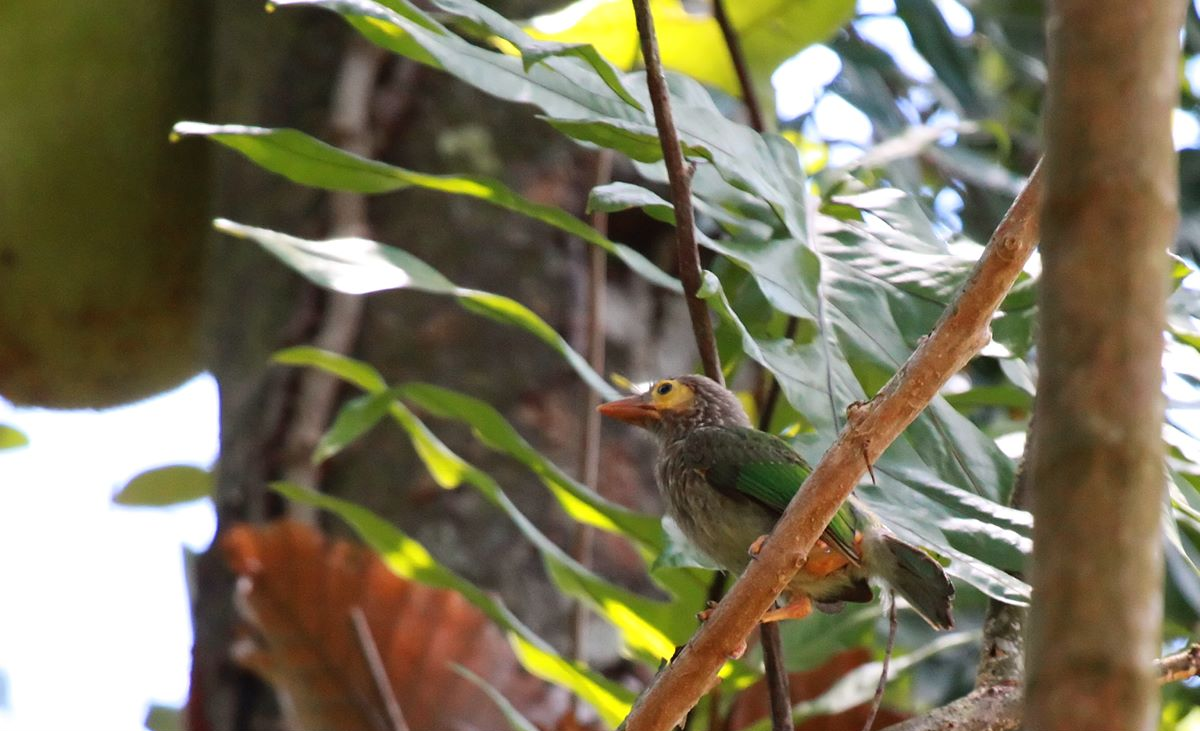
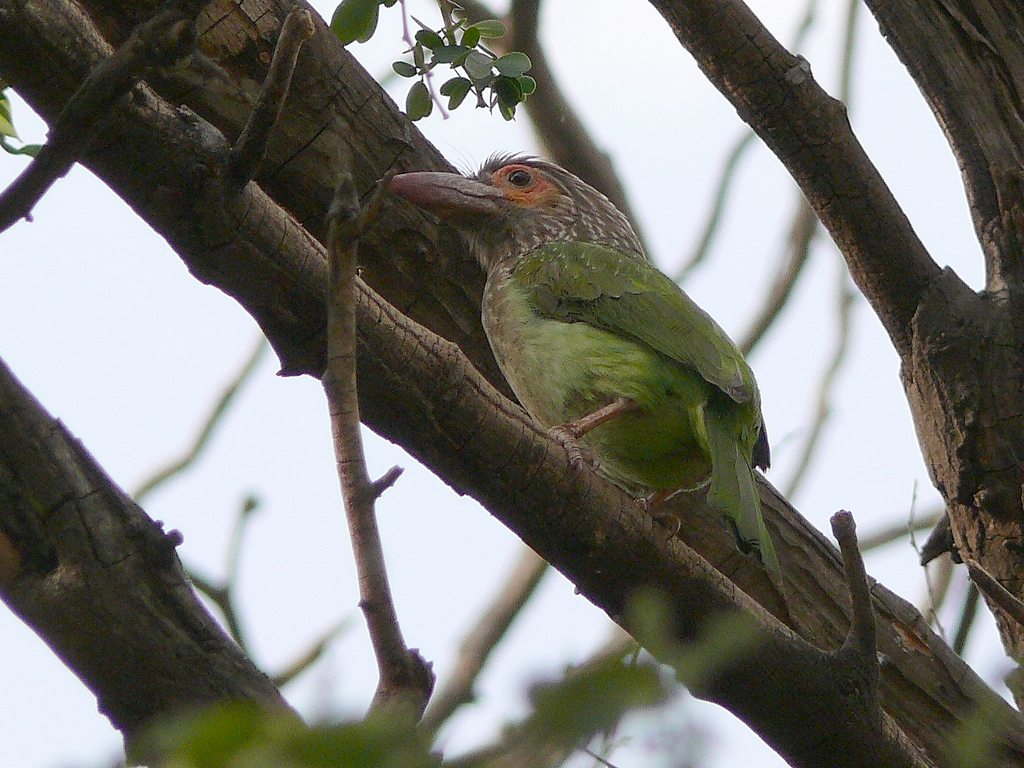